# Stare Miasto we Lwowie
Stare Miasto we Lwowie (ukr. Старе Місто Львова) – zabytkowa dzielnica Lwowa, część miasta lokowana w 1356 przez króla Polski Kazimierza Wielkiego na prawie magdeburskim.
W 1998 Stare Miasto razem z Wysokim Zamkiem, Podzamczem i archikatedralnym soborem św. Jura zostało wpisane na listę światowego dziedzictwa UNESCO. Od 2023 roku obiekt ma status dziedzictwa zagrożonego w związku z wojną na Ukrainie.